# 무릎 꿇기

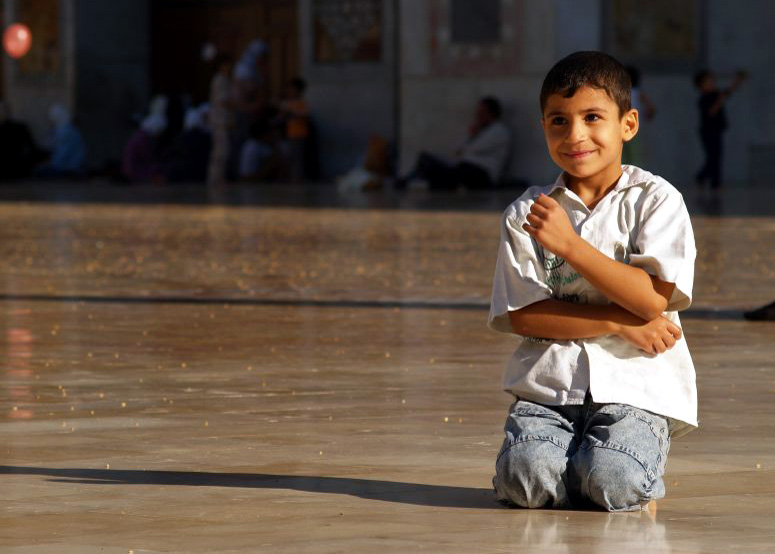
모스크에서 무릎을 꿇은 소년

무릎 꿇기는 한쪽 또는 양쪽 무릎이 바닥에 닿는 인간의 자세다. 무릎을 꿇는 것은 무릎을 꿇은 모습이 다른 사람보다 작아 보이게 하여 경의를 표하는 영장류의 행동이다.